# Манфорд (Алабама)
Манфорд (англ. Munford) — місто (англ. town) в США, в окрузі Талладіга штату Алабама. Населення — 1351 особа (2020).

## Географія
Манфорд розташований за координатами 33°31′45″ пн. ш. 85°57′9″ зх. д. / 33.52917° пн. ш. 85.95250° зх. д. (33.529059, -85.952543).  За даними Бюро перепису населення США в 2010 році місто мало площу 5,74 км², з яких 5,73 км² — суходіл та 0,00 км² — водойми.

## Демографія
Згідно з переписом 2010 року, у місті мешкали 1292 особи в 492 домогосподарствах у складі 355 родин. Густота населення становила 225 осіб/км².  Було 554 помешкання (97/км²).
Расовий склад населення:
| - 82,4 % — білих - 15,6 % — чорних або афроамериканців - 0,5 % — корінних американців |

До двох чи більше рас належало 1,3 %. Частка іспаномовних становила 1,0 % від усіх жителів.
За віковим діапазоном населення розподілялося таким чином: 26,6 % — особи молодші 18 років, 61,0 % — особи у віці 18—64 років, 12,4 % — особи у віці 65 років та старші. Медіана віку мешканця становила 37,1 року. На 100 осіб жіночої статі у місті припадало 87,2 чоловіків;  на 100 жінок у віці від 18 років та старших — 84,8 чоловіків також старших 18 років.
Середній дохід на одне домашнє господарство  становив 47 297 доларів США (медіана — 34 034), а середній дохід на одну сім'ю — 50 672 долари (медіана — 37 750). Медіана доходів становила 34 605 доларів для чоловіків та 28 214 долари для жінок. За межею бідності перебувало 18,8 % осіб, у тому числі 32,9 % дітей у віці до 18 років та 4,9 % осіб у віці 65 років та старших.
Цивільне працевлаштоване населення становило 586 осіб. Основні галузі зайнятості: освіта, охорона здоров'я та соціальна допомога — 25,6 %, виробництво — 15,5 %, роздрібна торгівля — 14,3 %.